# Onthophagus parallelicornis
Onthophagus parallelicornis là một loài bọ cánh cứng trong họ Bọ hung (Scarabaeidae).